# 第71回ヴェネツィア国際映画祭
第71回ヴェネツィア国際映画祭は、2014年8月27日から9月6日にかけて開催された。
オープニング作品はアレハンドロ・ゴンサレス・イニャリトゥ監督の『バードマン あるいは（無知がもたらす予期せぬ奇跡）』、クロージング作品はアン・ホイ監督の『黄金時代』である。コンペティション部門の審査員長はフランスの作曲家であるアレクサンドル・デスプラが務めた。開会式および閉会式の司会はイタリアの女優であるルイーザ・ラニエリが務めた。公式ポスターはフランソワ・トリュフォー監督の1959年の作品である『大人は判ってくれない』のワンシーンがフィーチャーされた。栄誉金獅子賞はアメリカの編集技師であるセルマ・スクーンメーカーとアメリカのドキュメンタリー映画監督であるフレデリック・ワイズマンに授与された。金獅子賞はロイ・アンダーソン監督の『さよなら、人類』が受賞した。

## 公式選出

### コンペティション部門
コンペティション部門では以下の20作品が上映された。
| 日本語題                                                      | 原題                                               | 監督                                   | 製作国         |
| ------------------------------------------------------------- | -------------------------------------------------- | -------------------------------------- | -------------- |
| バードマン あるいは（無知がもたらす予期せぬ奇跡）             | Birdman or (The Unexpected Virtue of Ignorance)    | アレハンドロ・ゴンサレス・イニャリトゥ | アメリカ合衆国 |
|                                                               | قصه هکتار                                          | ラフシャーン・バニー・エッテマード     | イラン         |
| チャップリンからの贈りもの                                    | La rançon de la gloir                              | グザヴィエ・ボーヴォワ                 | フランス       |
| ルック・オブ・サイレンス                                      | The Look of Silence                                | ジョシュア・オッペンハイマー           | デンマーク     |
| 黒の魂                                                        | Anime nere                                         | フランチェスコ・ムンズィ               | イタリア       |
| ドリーム ホーム 99%を操る男たち                               | 99 Homes                                           | ラミン・バーラニ                       | アメリカ合衆国 |
| アル・パチーノ ブロークン 過去に囚われた男                    | Manglehorn                                         | デヴィッド・ゴードン・グリーン         | アメリカ合衆国 |
| 3つの心 あのときもしも                                        | 3 Coeurs                                           | ブノワ・ジャコ                         | フランス       |
| 消えた声が、その名を呼ぶ                                      | The Cut                                            | ファティ・アキン                       | ドイツ         |
| ハングリー・ハーツ                                            | Hungry Hearts                                      | サヴェリオ・コスタンツォ               | イタリア       |
| 涙するまで、生きる                                            | Loin des hommes                                    | ダヴィド・オールホッフェン             | フランス       |
| レオパルディ                                                  | Il giovane favoloso                                | マリオ・マルトーネ                     | イタリア       |
| さよなら、人類                                                | En duva satt på en gren och funderade på tillvaron | ロイ・アンダーソン                     | スウェーデン   |
| 野火                                                          | 野火                                               | 塚本晋也                               | 日本           |
| シーヴァス 王子さまになりたかった少年と負け犬だった闘犬の物語 | Sivas                                              | カーン・ミュデジ                       | トルコ         |
|                                                               | Le dernier coup de marteau                         | アリックス・ドゥラポルト               | フランス       |
|                                                               | 闯入者                                             | ワン・シャオシュアイ                   | 中国           |
|                                                               | Pasolini                                           | アベル・フェラーラ                     | イタリア       |
| 白夜と配達人                                                  | Белые ночи почтальона Алексея Тряпицына            | アンドレイ・コンチャロフスキー         | ロシア         |
| ドローン・オブ・ウォー                                        | Good Kill                                          | アンドリュー・ニコル                   | アメリカ合衆国 |

### コンペティション外
コンペティション外では以下の19作品が上映された。
| 日本語題                 | 原題                   | 監督 | 製作国                  |
| ------------------------ | ---------------------- | --- | ----------------------- |
| 最愛の子                 | 親愛的                 | ピーター・チャン | 香港                    |
|                          | Im Keller              | ウルリヒ・ザイドル | オーストリア            |
| マイ・ファニー・レディ   | She's Funny That Way   | ピーター・ボグダノヴィッチ | アメリカ合衆国          |
|                          | Words with Gods        | ギジェルモ・アリアガ エミール・クストリッツァ アモス・ギタイ ミーラー・ナーイル ワーウィック・ソーントン ヘクトール・バベンコ バフマン・ゴバディ 中田秀夫 アレックス・デ・ラ・イグレシア | メキシコ アメリカ合衆国 |
|                          | The Humbling           | バリー・レヴィンソン | アメリカ合衆国          |
|                          | Annabel Graham         | アンソニー・スタッチ | イギリス                |
| ツィリ                   | Tsili                  | アモス・ギタイ | イスラエル              |
|                          | Olive Kitteridge       | リサ・チョロデンコ | アメリカ合衆国          |
| ニンフォマニアック Vol.1 | Nymphomaniac: Vol. I   | ラース・フォン・トリアー | デンマーク              |
| ニンフォマニアック Vol.2 | Nymphomaniac: Vol. II  | ラース・フォン・トリアー | デンマーク              |
|                          | O Velho do Restelo     | マノエル・ド・オリヴェイラ | ポルトガル              |
|                          | La zuppa del demonio   | ダヴィデ・フェラーリオ | イタリア                |
|                          | Italy in a Day         | ガブリエレ・サルヴァトレス | イタリア                |
|                          | 화장                   | イム・グォンテク | 韓国                    |
|                          | La trattativa          | サビーナ・グッザンティ | イタリア                |
| ゾンビ・ガール           | Burying the Ex         | ジョー・ダンテ | アメリカ合衆国          |
|                          | The Sound and the Fury | ジェームズ・フランコ | アメリカ合衆国          |
|                          | Perez.                 | エドアルド・デ・アンジェリス | イタリア                |
| 黄金時代                 | 黄金时代               | アン・ホイ | 中国 香港               |

### オリゾンティ部門
オリゾンティ部門では以下の18作品が上映された。オープニング作品はモフセン・マフマルバフ監督の『独裁者と小さな孫』である。
| 日本語題             | 原題                             | 監督                                      | 製作国           |
| -------------------- | -------------------------------- | ----------------------------------------- | ---------------- |
| 独裁者と小さな孫     | The President                    | モフセン・マフマルバフ                    | ジョージア       |
|                      | Réalité                          | クエンティン・デュピュー                  | フランス         |
|                      | La vita oscena                   | レナート・デ・マリア                      | イタリア         |
| 神様なんかくそくらえ | Heaven Knows What                | ジョシュ・サフディ ベン・サフディ         | アメリカ合衆国   |
|                      | Takva su pravila                 | オビエン・シヴィリチッチ                  | クロアチア       |
|                      | Ich Seh                          | ヴェロニカ・フランツ セヴェリン・フィアラ | オーストリア     |
|                      | Senza nessuna pietà              | ミケーレ・アルハイク                      | イタリア         |
|                      | Belluscone, una storia siciliana | フランコ・マレスコ                        | イタリア         |
|                      | Your Right Mind                  | アミ・カナーン・マン                      | アメリカ合衆国   |
|                      | Near Death Experience            | ブノワ・デレピーヌ グスタフ・ケルベルヌ   | フランス         |
| 自由が丘で           | 자유의 언덕                      | ホン・サンス                              | 韓国             |
|                      | Bypass                           | デュアン・ホプキンス                      | イギリス         |
| アナーキー           | Cymbeline                        | マイケル・アルメレイダ                    | アメリカ合衆国   |
|                      | Court                            | チャイターヤ・タムハーネ                  | インド           |
|                      | ذيب                              | ナジ・アブ・ノワル                        | ヨルダン         |
|                      | Kreditis limiti                  | サロメ・アレキシ                          | ジョージア       |
|                      | Nabat                            | エルシン・ムサオギュル                    | アゼルバイジャン |

コンペティション外
| 日本語題 | 原題                | 監督                                                                                 | 製作国              |
| -------- | ------------------- | ------------------------------------------------------------------------------------ | ------------------- |
|          | Io sto con la sposa | アントニオ・アウググリアロ ガブリエル・デル・グランデ ハレド・ソリマン・アル・ナシリ | イタリア パレスチナ |

### ヴェニス・クラシック
ヴェニス・クラシックでは以下の21作品が上映された。また、10本の最新ドキュメンタリー作品も合わせて上映された。
| 日本語題             | 原題                     | 監督                                          | 製作国         | 製作年 |
| -------------------- | ------------------------ | --------------------------------------------- | -------------- | ------ |
| 終わりなし           | Bez konca                | クシシュトフ・キェシロフスキ                  | ポーランド     | 1985年 |
| 野郎どもと女たち     | Guys and Dolls           | ジョセフ・L・マンキーウィッツ                 | アメリカ合衆国 | 1955年 |
| 夜霧の恋人たち       | Baisers volés            | フランソワ・トリュフォー                      | フランス       | 1968年 |
| ララミーから来た男   | The Man From Laramie     | アンソニー・マン                              | アメリカ合衆国 | 1955年 |
| 慈悲なき世界         | Senza pietà              | アルベルト・ラットゥアーダ                    | イタリア       | 1948年 |
|                      | L'udienza                | マルコ・フェレーリ                            | イタリア       | 1971年 |
| ホフマン物語         | The Tales of Hoffmann    | マイケル・パウエル エメリック・プレスバーガー | イギリス       | 1951年 |
| 鉄仮面               | The Iron Mask            | アラン・ドワン                                | アメリカ合衆国 | 1929年 |
|                      | Gelin                    | オメール・ルトフィ・アカド                    | トルコ         | 1973年 |
| 回転                 | The Innocents            | ジャック・クレイトン                          | イギリス       | 1961年 |
| 彼女だけが知っている | 彼女だけが知っている     | 高橋治                                        | 日本           | 1960年 |
|                      | Todo modo                | エリオ・ペトリ                                | イタリア       | 1976年 |
| マクベス             | The Tragedy of Macbeth   | ロマン・ポランスキー                          | イギリス       | 1971年 |
| 中国は近い           | La Cina è vicina         | マルコ・ベロッキオ                            | イタリア       | 1967年 |
| 特別な一日           | Una giornata particolare | エットーレ・スコラ                            | イタリア       | 1977年 |
| 私はモスクワを歩く   | Я шага́ю по Москве́        | ゲオルギー・ダネリヤ                          | ソビエト連邦   | 1963年 |
| ウンベルト・D        | Umberto D.               | ヴィットリオ・デ・シーカ                      | イタリア       | 1952年 |
| 少女ムシェット       | Mouchette                | ロベール・ブレッソン                          | フランス       | 1967年 |

短編映画
| 日本語題 | 原題                      | 監督                     | 製作国   | 製作年 |
| -------- | ------------------------- | ------------------------ | -------- | ------ |
|          | L'amour existe            | モーリス・ピアラ         | フランス | 1961年 |
|          | L'avventura di un soldato | ニーノ・マンフレディ     | イタリア | 1962年 |
|          | Arlecchino                | ジュリアーノ・モンタルド | イタリア | 1983年 |

ドキュメンタリー
| 日本語題       | 原題                                                                | 監督                                                | 製作国         | 製作年 |
| -------------- | ------------------------------------------------------------------- | --------------------------------------------------- | -------------- | ------ |
|                | From Caligari to Hitler                                             | リュディガー・サックスランド                        | ドイツ         | 2014年 |
|                | Mise en scène with Arthur Penn                                      | アミール・ナデリ                                    | アメリカ合衆国 | 2014年 |
|                | Giulio Andreotti - Il cinema visto da vicino                        | タッティ・サンギネッティ                            | イタリア       | 2014年 |
|                | Poltrone rosse - Parma e il cinema                                  | フランチェスコ・バリーリ                            | イタリア       | 2014年 |
|                | One Day Since Yesterday: Peter Bogdanovich & The Lost American Film | ビル・テック                                        | アメリカ合衆国 | 2014年 |
|                | Gian Luigi Rondi: Vita, cinema, passione                            | ジョルジョ・トレーヴェス                            | イタリア       | 2014年 |
|                | Altman                                                              | ロン・マン                                          | カナダ         | 2014年 |
| 台湾新電影時代 | 光陰的故事－台灣新電影                                              | シェ・チンリン                                      | 台湾           | 2014年 |
|                | Animata resistenza                                                  | フランチェスコ・モンタニャーロ アルベルト・ジロット | イタリア       | 2014年 |
|                | Donne nel mito - Sophia racconta la Loren                           | マルコ・スパニョーリ                                | イタリア       | 2014年 |

## 独立選出

### ヴェニス・デイズ
ヴェニス・デイズでは以下の24作品が上映された。オープニング作品はキム・ギドク監督の『일대일』である。
| 日本語題         | 原題               | 監督                                | 製作国         |
| ---------------- | ------------------ | ----------------------------------- | -------------- |
|                  | Before I Disappear | ショーン・クリステンセン            | アメリカ合衆国 |
|                  | The Goob           | ガイ・マイヒル                      | イギリス       |
|                  | Mita Tova          | シャロン・マイモン タル・グラニット | イスラエル     |
|                  | Metamorphoses      | クリストフ・オノレ                  | フランス       |
|                  | The Smell of Us    | ラリー・クラーク                    | フランス       |
|                  | Les nuits d'été    | マリオ・ファンファーニ              | フランス       |
|                  | Asha Jaoar Majhe   | アディヴィクラム・セングプタ        | インド         |
|                  | Tussen 10 en 12    | ピーター・ホゲンドルン              | オランダ       |
|                  | Retour à Ithaque   | ローラン・カンテ                    | フランス       |
| われらの子供たち | I nostri ragazzi   | イヴァーノ・デ・マッテオ            | イタリア       |
|                  | Patria             | フェリス・ファリーナ                | イタリア       |
|                  | He ovat paenneet   | ユッカ＝ペッカ・ヴァルケアパー      | フィンランド   |
|                  | El 5 de talleres   | アドリアン・ビニーツ                | アルゼンチン   |

コンペティション外
| 日本語題                    | 原題   | 監督                           | 製作国   |
| --------------------------- | ------ | ------------------------------ | -------- |
| 殺されたミンジュ            | 일대일 | キム・ギドク                   | 韓国     |
| MESSI/メッシ -頂点への軌跡- | Messi  | アレックス・デ・ラ・イグレシア | スペイン |

スペシャル・イベント
| 日本語題 | 原題               | 監督 | 製作国         |
| -------- | ------------------ | --- | -------------- |
|          | Five Star          | キース・ミラー | アメリカ合衆国 |
|          | The Lack           | マスベド | イタリア       |
|          | The Show Mas Go On | ラ・ディ・マルティーノ | イタリア       |
|          | 9x10 Novanta       | マルコ・ボンファンティ クラウディオ・ジョヴァンネッジ アリーナ・マラッツィ ピエトロ・マルチェッロ サラ・エフガイエル ジョヴァンニ・ピエルノ コスタンツァ・クアトリージオ パオラ・ランディ アリーチェ・ロルヴァケル ロランド・セイコ | イタリア       |

女性たちの物語
| 日本語題 | 原題            | 監督               | 製作国                  |
| -------- | --------------- | ------------------ | ----------------------- |
|          | Spark and Light | キム・ソヨン       | イタリア アメリカ合衆国 |
|          | Somebody        | ミランダ・ジュライ | イタリア アメリカ合衆国 |

ラックス賞
ラックス賞には以下の3作品がノミネートされた。
| 日本語題 | 原題               | 監督                     | 製作国     |
| -------- | ------------------ | ------------------------ | ---------- |
|          | Razredni sovraznik | ロク・ビシェク           | スロベニア |
| イーダ   | Ida                | パヴェウ・パヴリコフスキ | ポーランド |
|          | Bande de files     | セリーヌ・シアマ         | フランス   |

### 国際批評家週間
国際批評家週間では以下の9作品が上映された。オープニング作品はニマ・ジャビディ監督の『メルボルン』である。
| 日本語題 | 原題                      | 監督                       | 製作国     |
| -------- | ------------------------- | -------------------------- | ---------- |
|          | 宾馆                      | シン・ユクン               | 中国       |
|          | Terre battue              | ステファン・ドゥムスティエ | フランス   |
|          | Villa Touma               | スハ・アラフ               | パレスチナ |
|          | Dancing with Maria        | イヴァン・ガーゴレット     | イタリア   |
|          | Đập cánh giữa không trung | グエン・ホアン・ディエップ | ベトナム   |
|          | Zerrumpelt Herz           | ティム・クローガー         | ドイツ     |
|          | Ničije dete               | ヴク・ロシュモヴィッチ     | セルビア   |

スペシャル・イベント
| 日本語題   | 原題              | 監督               | 製作国   |
| ---------- | ----------------- | ------------------ | -------- |
| メルボルン | Melbourne         | ニマ・ジャビディ   | イラン   |
|            | Arance e martello | ディエゴ・ビアンキ | イタリア |

## 審査員
各部門の審査員は以下の人物が務めた。

### コンペティション部門
- アレクサンドル・デスプラ （ フランス/作曲家） 審査員長
- ジョアン・チェン （ 中国/女優、映画監督）
- フィリップ・グレーニング （ ドイツ/映画監督）
- ジェシカ・ハウスナー （ オーストリア/映画監督）
- ジュンパ・ラヒリ （ アメリカ合衆国/作家）
- サンディ・パウエル （ イギリス/衣装デザイナー）
- ティム・ロス （ イギリス/俳優、映画監督）
- エリア・スレイマン （ イスラエル/映画監督）
- カルロ・ヴェルドーネ （ イタリア/俳優、映画監督）

### オリゾンティ部門
- アン・ホイ （ 香港/映画監督） 審査員長
- モラン・アティアス　( イスラエル/女優)
- ペルニラ・アウグスト （ スウェーデン/女優）
- デヴィッド・チェイス （ アメリカ合衆国/脚本家、映画監督、プロデューサー）
- マハマト＝サレ・ハルーン （ チャド/映画監督）
- ロベルト・ミネルヴィーニ （ イタリア/映画監督）
- アリン・タスチヤン （ トルコ/映画批評家）

### ルイジ・デ・ラウレンティス賞
- アリーチェ・ロルヴァケル （ イタリア/映画監督） 審査員長
- リサンドロ・アロンソ （ アルゼンチン/映画監督）
- ロン・マン （ カナダ/映画監督）
- ビビアン・クー （ 中国/プロデューサー、映画監督）
- ラズヴァン・ラドゥレスク （ ルーマニア/作家）

### ヴェニス・デイズ
- ディエゴ・レルマン （ アルゼンチン/映画監督） 審査員長

## 受賞結果

### 公式選出
公式選出の受賞結果は以下の通りとなった。
コンペティション部門
- 金獅子賞：『さよなら、人類』（ロイ・アンダーソン）
- 銀獅子賞：アンドレイ・コンチャロフスキー （『白夜と配達人』）
- 審査員大賞：『ルック・オブ・サイレンス』（ジョシュア・オッペンハイマー）
- 男優賞：アダム・ドライバー （『ハングリー・ハーツ』）
- 女優賞：アルバ・ロルヴァケル （『ハングリー・ハーツ』）
- マルチェロ・マストロヤンニ賞：ロマン・ポール （『Le dernier coup de marteau』）
- 脚本賞：ラフシャーン・バニー・エッテマード、ファリド・ムスタファヴィ （『قصه هکتار』）
- 審査員特別賞：『シーヴァス 王子さまになりたかった少年と負け犬だった闘犬の物語』（カーン・ミュデジ）

オリゾンティ部門
- オリゾンティ賞：『Court』（チャイターヤ・タムハーネ）
- 監督賞：ナジ・アブ・ノワル （『ذيب』）
- 審査員特別賞：『Belluscone, una storia siciliana』（フランコ・マレスコ）
- 男優賞：Emir Hadžihafizbegovic （『Takva su pravila』）

ルイジ・デ・ラウレンティス賞
- ルイジ・デ・ラウレンティス賞：『Court』（チャイターヤ・タムハーネ）

ヴェニス・クラシック
- ヴェニス・クラシック賞：『特別な一日』（エットーレ・スコラ）
- ドキュメンタリー映画賞：『Animata resistenza』（フランチェスコ・モンタニャーロ、アルベルト・ジロット）

### 独立選出
ヴェニス・デイズ
- ヴェニス・デイズ賞：『Retour a Ithaque』（ローラン・カンテ）
- ヨーロッパ映画賞：『われらの子供たち』（イヴァーノ・デ・マッテオ）
- 男優賞：ヤコポ・オルモ・アンティノーリ （『I nostri ragazzi』）

国際批評家週間
- ラロ・ビデオ観客賞：『Ničije dete』（ヴク・ロシュモヴィッチ）

国際映画批評家連盟賞
- コンペティション部門：『ルック・オブ・サイレンス』（ジョシュア・オッペンハイマー）
- オリゾンティ部門・国際批評家週間：『Ničije dete』（ヴク・ロシュモヴィッチ）

フランチェスコ・パジネッティ賞
- 作品賞：『黒の魂』（フランチェスコ・ムンズィ）
- 男優賞：エリオ・ジェルマーノ （『レオパルディ』）
- 女優賞：アルバ・ロルヴァケル （『ハングリー・ハーツ』）
- 特別賞
  - コンペティション部門：サヴェリオ・コスタンツォ （『ハングリー・ハーツ』）
  - オリゾンティ部門：ピエルフランチェスコ・ファヴィーノ （『Senza nessuna pietà』）
  - ヴェニス・デイズ：『I nostri ragazzi』（イヴァーノ・デ・マッテオ）

SIGNIS賞
- SIGNIS賞：『涙するまで、生きる』（ダヴィド・オールホッフェン）
- 特別表彰：『ドリーム ホーム 99%を操る男たち』（ラミン・バーラニ）

金若獅子賞
- 金若獅子賞：『バードマン あるいは（無知がもたらす予期せぬ奇跡）』（アレハンドロ・ゴンサレス・イニャリトゥ）
- ユニセフ表彰：『ハングリー・ハーツ』（サヴェリオ・コスタンツォ）

クィア獅子賞
- クィア獅子賞：『Les nuits d'été』（マリオ・ファンファーニ）